# Església de San Agustín de Paoay
L'Església de San Agustín de Paoay és església parroquial catòlica romana al municipi de Paoay a la província de Ilocos del Norte a les Filipines. Està inscrita a la llista del Patrimoni de la Humanitat de la UNESCO des del 1993.